# Luis Alfredo Sánchez
Luis Alfredo Sánchez Crespo (Palmira; 13 de gener de 1941-Cali; 31 de juliol de 2022) va ser un director de cinema i guionista colombià. Va estudiar cinema a l'Institut de Cinematografia de Moscou. Va escriure, va dirigir i va produir pel·lícules de llarg, mig i curtmetratge, així com diverses produccions documentals, algunes guanyadores de diferents premis internacionals. També va exercir el periodisme, la càtedra universitària i la publicitat. Va ser guionista, editor, productor de cinema i televisió i diplomàtic del seu país en l'exterior.

## Biografia
Des de molt jove, Luis Alfredo va exercir el periodisme. A a els vint anys va ser convidat a Lima pel poeta peruà Manuel Scorza a treballar en l'Organització Internacional de Festivals del Llibre en la capital peruana. Al seu retorn a Bogotà, al cap d'un any, es va associar al Col·legi Nacional de Periodistes de Colòmbia i va prestar serveis periodístics en ràdio i a l'Agence France-Presse.
Convidat per l'Organització Internacional de Periodistes va viatjar a Algèria, Alemanya i Rússia. En aquest últim país va rebre una beca per a estudiar direcció de cinema i va obtenir un mestratge en arts. Els seus guardonats documentals Leningrado i Moscú a primera vista li van servir de tesi de grau. Durant el seu sojorn de sis anys en la capital russa, va ser corresponsal del diari bogotà El Espectador, on va tenir un programa setmanal de cròniques en Ràdio Moscou. Va treballar com a narrador en el doblatge a l'espanyol de documentals i pel·lícules russes.
De retorn a Colòmbia en 1970, va dirigir el noticiari setmanal cinematogràfic "Cine Noticias" i diversos documentals sobre temes socials i polítics que van causar gran impacte i van rebre premis nacionals i internacionals, com El oro es triste, El cuento que enriqueció a Dorita, La patria boba i Arte y política. Per aquesta època, l'escriptor Gabriel García Márquez li va cedir els drets del seu conte La siesta del martes per a una versió cinematogràfica que mai es va realitzar.
Va exercir la càtedra en la Universitat d'Amèrica i la Universitat Jorge Tadeo Lozano de Bogotà. Va ser un dels socis fundadors i directiu de l'Associació de Cinematografístas Colombians. Va dirigir Palabras de poeta, un documental de recerca sobre set poetes colombians.
A la fi dels setanta va ser convidat a Caracas pel Museu de Belles arts per a treballar allí. Va realitzar dos documentals en Veneçuela. Un d'ells, Viva el color, sobre artistes plàstics iberoamericans, va ser premiat en diversos certàmens.
Va col·laborar amb el diari El Tiempo de Bogotà, la revista Cromos, el periòdic rus Literaturnaia gazeta i a diverses revistes especialitzades en cinema.

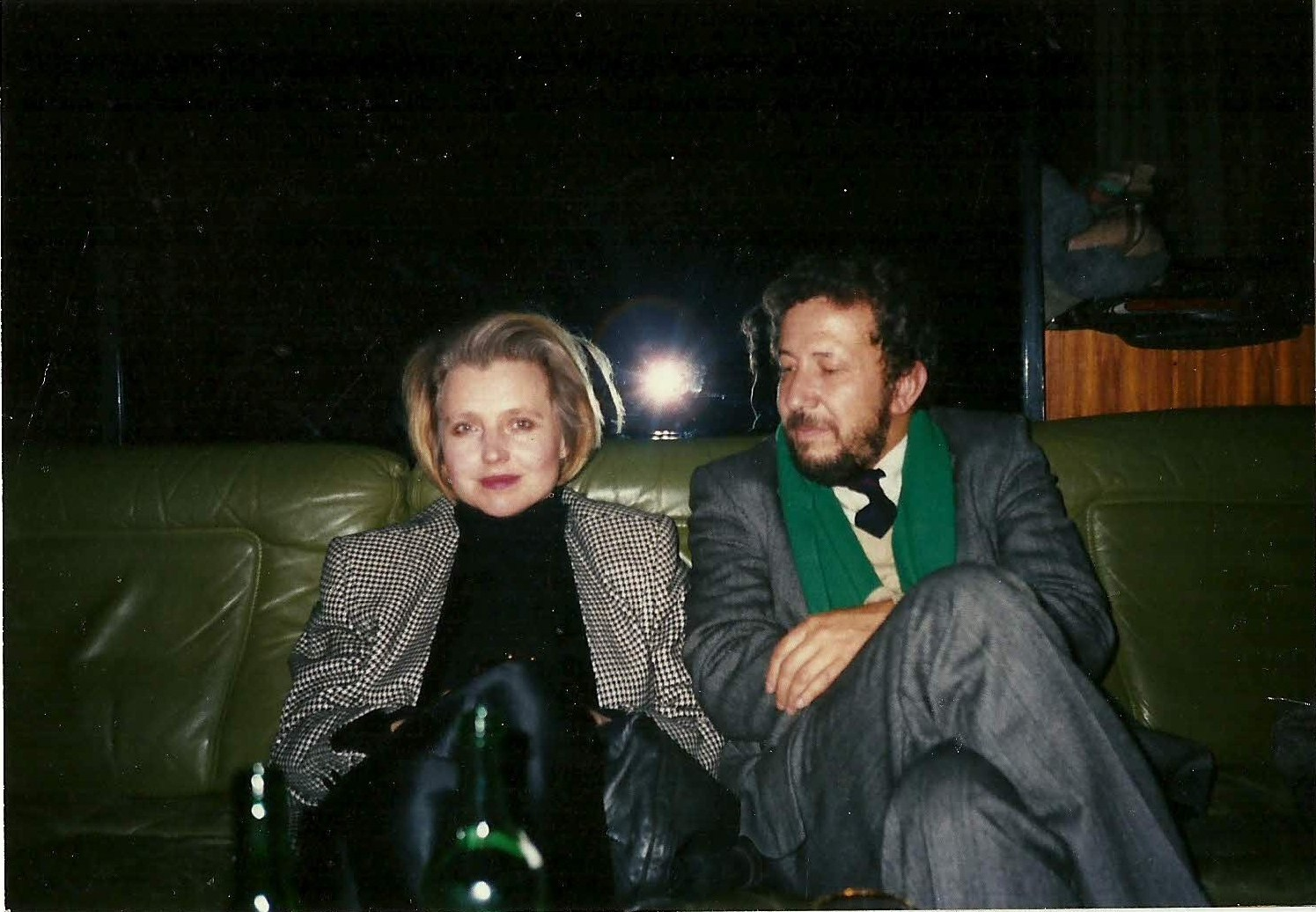
Amb l'actriu alemanya Hanna Schygulla al Festival de Cinema de Berlín

El 1981 va dirigir el sru primer llargmetratge La Virgen y el fotógrafo i diversos migmetratges acollint-se al suport de l'empresa estatal FOCINE. Entre aquests últims, El Potro Chusmero, primera part del projecte d'una trilogia argumental sobre les guerrilles liberals del pla colombià en els anys cinquanta, avortat per la censura estatal. La prohibició al Potro Chusmero per a ser difós per televisió, va generar la protesta dels mitjans de comunicació i intel·lectuals. Va haver-hi notes editorials en la premsa i fins al famós caricaturista colombià Osuna li va dedicar dues caricatures al tema en l'edició dominical del diari El Espectador. El film va ser seleccionat per al Festival de Cinema de Sant Sebastià el 1987 i després va obtenir diverses distincions.
Va dirigir treballs per a televisió, entre ells Gotas amargas sobre el poeta José Asunción Silva, amb la participació de l'elenc del Teatre Lliure de Bogotà. Va realitzar els polèmics comercials La droga es violencia, documentals sobre art i sèries de televisió com Localicémonos en Bogotá de vint capítols. Algunes de les seves produccions han estat premiades als festivals de cinema de Leipzig, Moscou, Karlovy Vary, Barcelona, Cartagena, Bogotà, Taskent i altres. Va escriure amb l'escriptor Plinio Apuleyo Mendoza el seriat de televisió de catorze capítols Yesterday, que per imprevistes raons no es va portar a la pantalla. Va escriure articles i reportatges per a diferents revistes i periòdics colombians.
A la fi del segle passat va dirigir Infierno Inolvidable, un llargmetratge documental sobre l'escriptor Álvaro Mutis, coproducció de Colòmbia, França i Mèxic que avui forma part del catàleg oficial de les ambaixades franceses en el món, havent rebut el suport de Fons Audiovisual Francès i el Ministeri de Relacions Exteriors de França. També figura en el catàleg del Institut Cervantes que ho exhibeix en les seves seus internacionals.
Va escriure Álvaro Mutis sobre Infierno Inolvidable,
| « | Hi ha en aquest documental encerts admirables que indiquen una molt particular sensibilitat per a deixar en imatges les meves obsessions, els meus amors, els meus dimonis i fantasmes. Els paisatges de terra calenta, el nen triat per a la meva trobada amb Coello i que s'assembla tant al nen que vaig ser i que tracto que continuï vivint allà dins de mi i en la meva poesia, tot ha estat d'un reeixidíssim bon gust i d'una eficàcia cinematogràfica impecable. | » |

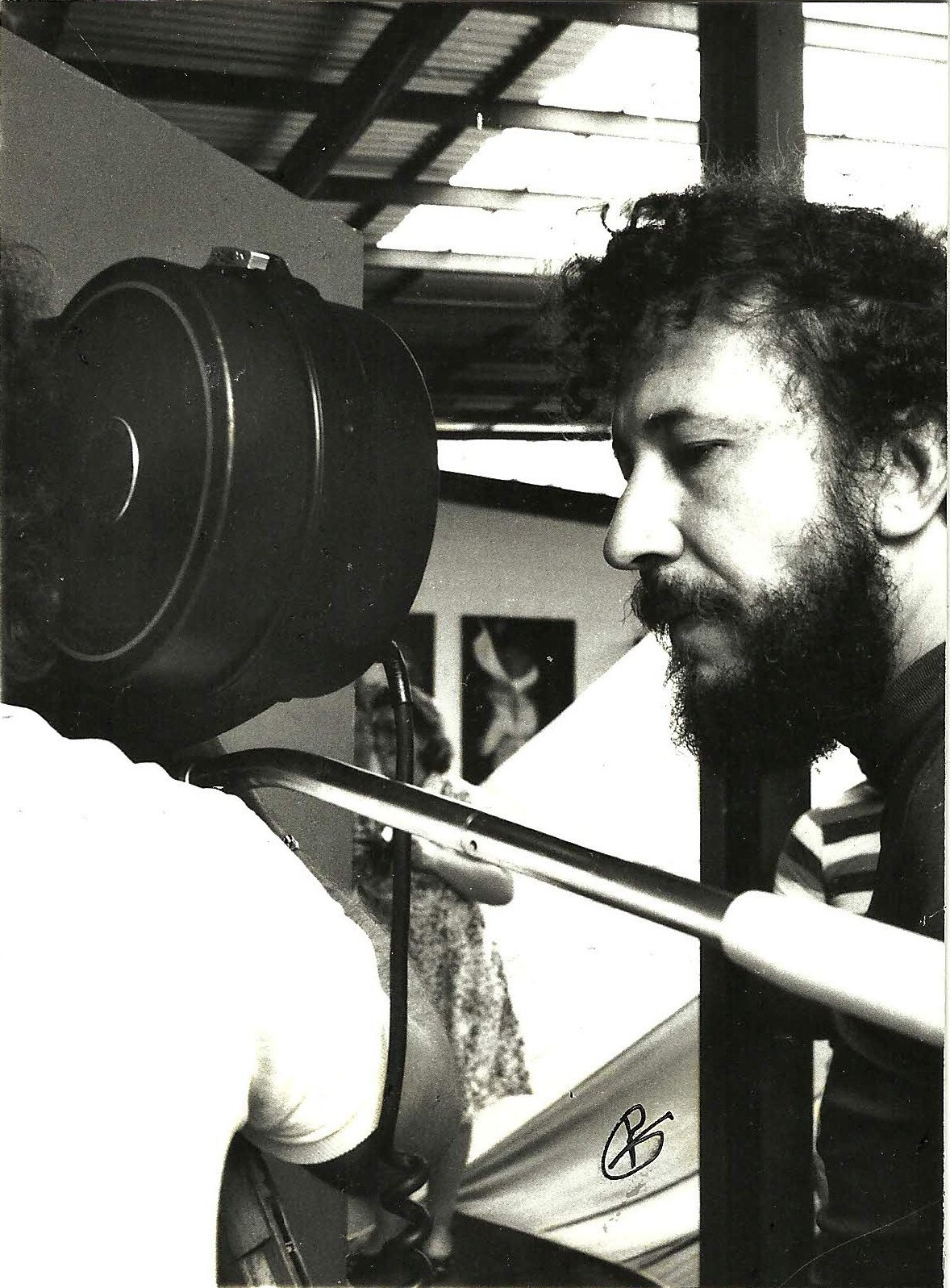
Durant el rodatge de Palabras de poeta a Bogotà

Va participar en mostres de cinema en Caracas, Bogotà, Mèrida, Quito, Nova York, Moscou, París, Madrid, Londres, Mèxic, Barcelona, Buenos Aires, Montevideo, Berlín, l'Havana, Tampere, Praga, Taskent i Biarritz.
En la mateixa dècada dels anys noranta va produir i va dirigir altres produccions, entre elles Hombres hicotea, sobre el viatger francès de segle XIX Luis Stifler per al Fons de Promoció de la Cultura, i cent seixanta capítols del programa de cròniques per a televisió Punto Aparte, emès per Señal Colombia. Va ser l'autor del guió i textos de la gairebé totalitat de les seves pel·lícules.
Es va associar a l'empresa Big Bang Televisión a la qual adjudiquen en 1996 un noticiari televisiu diari en horari central, del que en fou realitzador. L'any 2000 el va condecorar el Congrés colombià pels seus serveis a la cultura i va ser nomenat Conseller de l'Ambaixada de Colòmbia a Rússia, càrrec diplomàtic que va exercir fins a finals del 2004. Es va exercir en tres oportunitats com a ambaixador encarregat, a més de cònsol realitzant diverses activitats culturals a Moscou, exposicions d'art colombià, mostres de cinema i conferències.
Després d'un retir de cinc anys va produir a la fi del 2010 una campanya institucional i publicitària amb imatges de l'obra de la pintora Ana Mercedes Hoyos. El seu documental Mi Palenque. Ana Mercedes Hoyos finalitzat al començament de 2011 és la seva més recent creació.
En l'aspecte personal va estar casat amb la productora i cineasta russa Natasha Iartovsky, morta en 2015.
Va morir el 31 de juliol de 2022 en Cali, ciutat on residia. Tenia 81 anys.

## Filmografia
Curtmetratges i documentals
- 1969 
  - Leningrado (tesis de grau a l'Institut de Cinema de Moscou, VGIK)
  - Moscú a Primera Vista (per a l'Agència russa de premsa, Novosti)

- 1970 - 1980
  - El oro es triste
  - El cuento que enriqueció a Dorita
  - La patria boba
  - Blanco y negro
  - Medellín ciudad de flores
  - El gallo rojo
  - La mujer
  - Ayúdenos a ayudar
  - Cali: Presencia en el tiempo
  - Colombia y sus puertos
  - Ensayos para un concierto
  - La iglesia del hombre
  - Las acacias
  - El río
  - Guajira-Guajira
  - El pintor Alirio Rodríguez (Veneçuela)

- 1980 - 1990 
  - Fiebre
  - Roberto José Guerrero
  - Paisajes bogotanos
  - Puentes
  - Cien años de pintura 
  - Guillermo Wideman
  - Bogotá 450 años
  - Rutas para recordar
  - Arte de la tierra
  - Indígenas y Naciones Unidas

- 1990 - 2000 
  - Expolisboa
  - El desafuero de la pintura (sobre el pintor Alejandro Obregón)
  - Festival de verano
  - Noemí Sanín
  - Localicémonos en Bogotá sèrie de televisió de vint capítols per Compañía Audiovisuales
  - Punto Aparte Programa de televisió en 160 emissions (Señal Colombia)

- 2011
  - Mi palenque - Ana Mercedes Hoyos (Documental)

- 1977 
  - Arte y política (2 capítulos, “De los Virreyes a la Violencia”, “De la familia presidencial a la Vanguardia” (documental - 40 minuts)

- 1980 
  - Palabras de poeta (documental - 40 minuts)

- 1986 
  - El domador de la llanura (docudrama - 29 minuts)

- 1987 
  - El potro chusmero (argumental - 28 minuts)

- 1992 
  - Hombres hicotea (docudrama - 47 minuts)

- 1978 
  - Viva el color (documental - 50 minuts - Veneçuela)

- 1982 
  - La virgen y el fotógrafo (argumental - 1 hora 30 minuts - Colòmbia)

- 1997 
  - Infierno inolvidable (documental - 58 minuts - Colòmbia, França, Mèxic)